# Noerr
Noerr ist eine Wirtschaftskanzlei mit rund 540 Rechtsanwälten, Steuerberatern und Wirtschaftsprüfern an 10 Standorten in Deutschland, Europa und den USA.

## Profil
Noerr ist eine der wenigen unabhängigen großen Wirtschaftskanzleien in Deutschland. Die Kanzlei ist im Wesentlichen ohne Fusionen gewachsen. Als zweitgrößte deutsche Wirtschaftskanzlei in Europa berät und vertritt Noerr Mandanten in Fragen des Wirtschaftsrechts einschließlich der steuerlichen Beratung. 
Noerr betreibt eigene Büros in Alicante, Berlin, Brüssel, Dresden, Düsseldorf, Frankfurt am Main, Hamburg, London, München und New York. Auf internationale Ebene arbeitet Noerr mit Partnerkanzleien zusammen und ist Mitglied des globalen Netzwerkes Lex Mundi.

## Geschichte
1950 eröffnete der Rechtsanwalt Eduard Oehl eine Anwaltskanzlei in München. 1956 trat Rudolf Nörr (1929–2020) als Sozius in die Kanzlei ein, 1959 Alfred Stiefenhofer (1931–2022). Ab 1983 firmierte die Partnerschaft unter den Namen der Seniorpartner als „Nörr Stiefenhofer Lutz“. Ulrich Lutz war 1969 in die Sozietät aufgenommen worden. Als 1989 in Deutschland die überörtliche Anwaltssozietät zulässig wurde, eröffnete die Partnerschaft ein Büro in Frankfurt am Main. Nach dem Fall der Berliner Mauer gründete die Kanzlei im Frühjahr 1990 ein Büro in Dresden und war damit die erste westdeutsche Kanzlei, die einen Standort in Ostdeutschland eröffnete. Im gleichen Jahr folgten – wiederum als erste Kanzlei – Büroeröffnungen in Budapest und Prag. Die strategische Ausweitung in Richtung Osteuropa wurde mit Warschau (1992) fortgesetzt; ein Jahr darauf wurde das Büro am Gendarmenmarkt in Berlin eröffnet. 1994 wurde ein Büro in Moskau eröffnet, das im Januar 2022 vom dortigen Standortleiter und weiteren Anwälten übernommen wurde.
Weitere Neugründungen erfolgten 1998 in Bukarest, 1999 in Düsseldorf und 2004 in Bratislava. Seit 2005 ist Noerr in New York (Repräsentanz) vertreten, 2007 folgte Kiew, wo sich das Büro 2013 unter dem Namen Nobles selbständig machte. 2010 eröffnete die Kanzlei ein Büro in London, wechselte die Rechtsform in eine Limited Liability Partnership und änderte ihren Namen in „Noerr“. In Alicante, dem Sitz des Amtes der Europäischen Union für Geistiges Eigentum, ist Noerr seit 2011 präsent. Seit 2014 ist Noerr auch mit einem eigenen Büro in Brüssel vertreten. 2017 eröffnete ein weiterer Standort in Hamburg.
Infolge des Brexits wechselte die Kanzlei zum 31. Dezember 2020 die Rechtsform in eine Partnerschaftsgesellschaft mit beschränkter Berufshaftung (Noerr Partnerschaftsgesellschaft mbB).
2024 hat sich Noerr aus Osteuropa zurückgezogen. Die Büros in Bratislava, Bukarest und Prag wurden von der Kanzlei Kinstellar übernommen, die Büros in Budapest und Warschau im Rahmen von Management Buyouts von Partnern vor Ort.

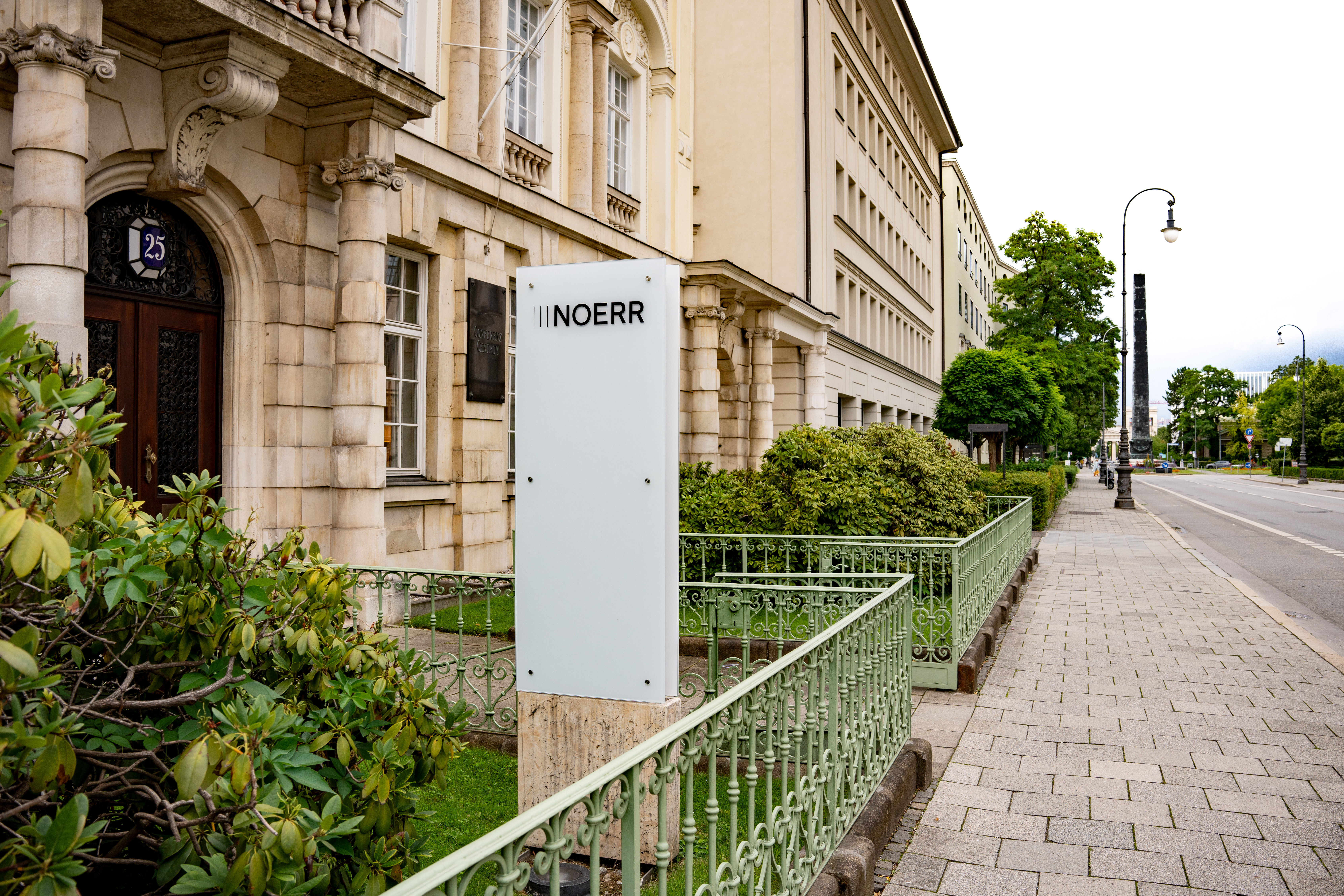
Firmenschild in der Brienner Straße in München